# Вика горохоподібна
Вика горохоподібна, горошок горохоподібний (Vicia pisiformis) — вид рослин родини бобові (Fabaceae), поширений у Європі, у тому числі Україні та на заході Сибіру.

## Опис
Багаторічна витка трав'яниста рослина 100–200 см завдовжки. Віночок жовтий, листочки 15–40 мм шириною; нижня пара їх більша за інші й наближена до основи листка.

## Поширення
Поширений у більшій частині Європи та на зх. Сибіру.
В Україні зростає в листяних лісах, на галявинах, у чагарниках — на всій території, в Степу рідше.

## Галерея

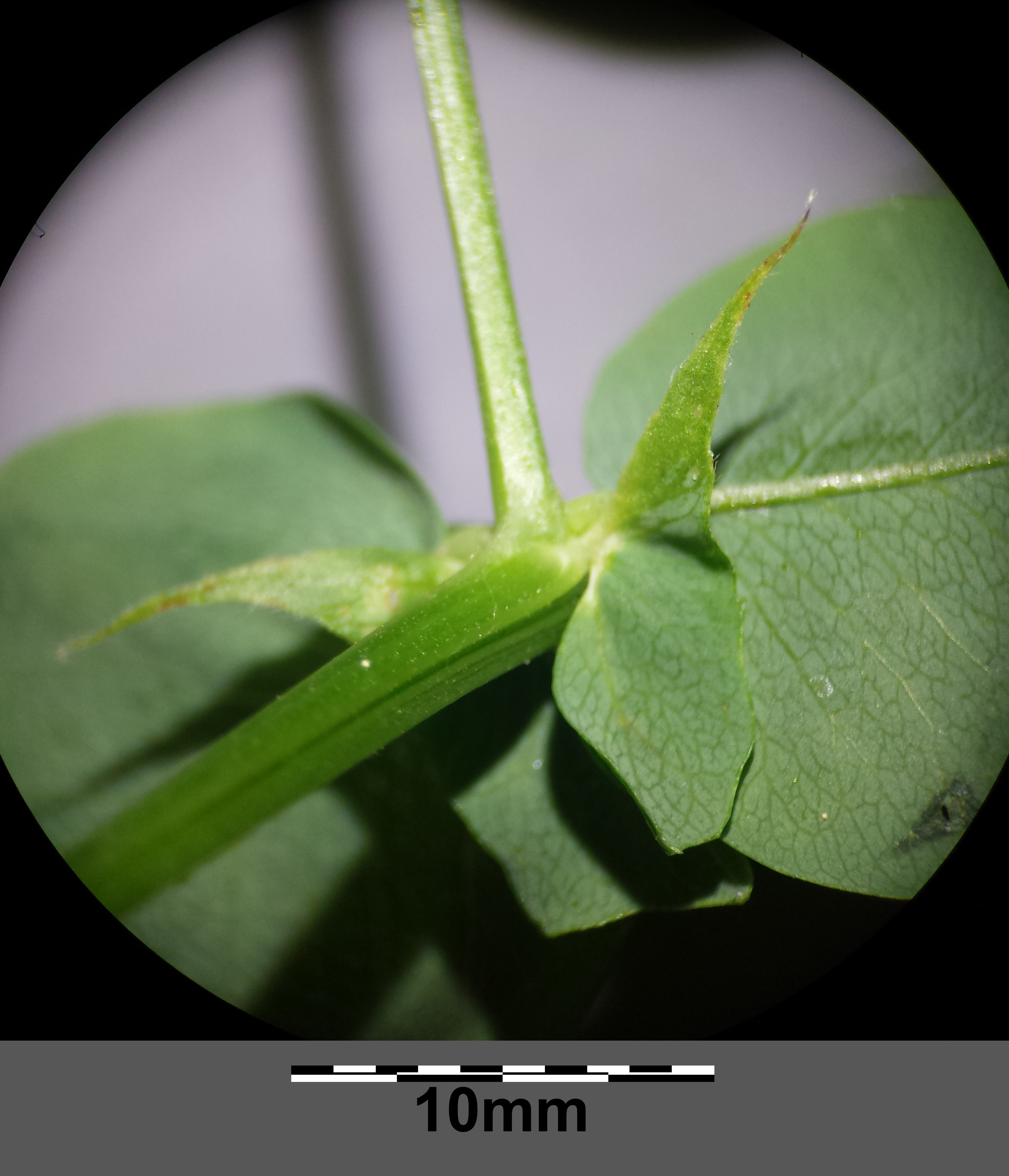
прилисток
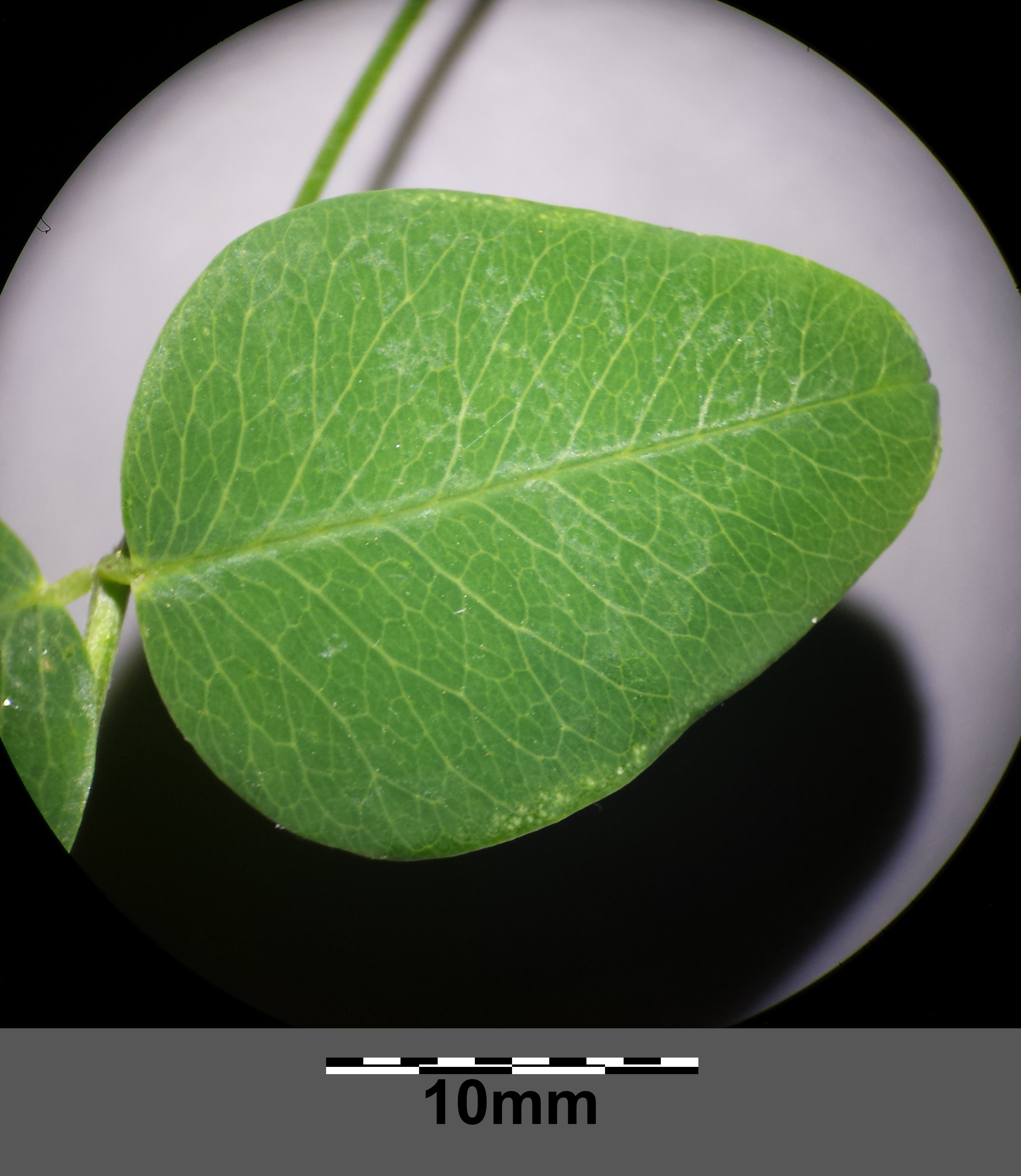
листочок
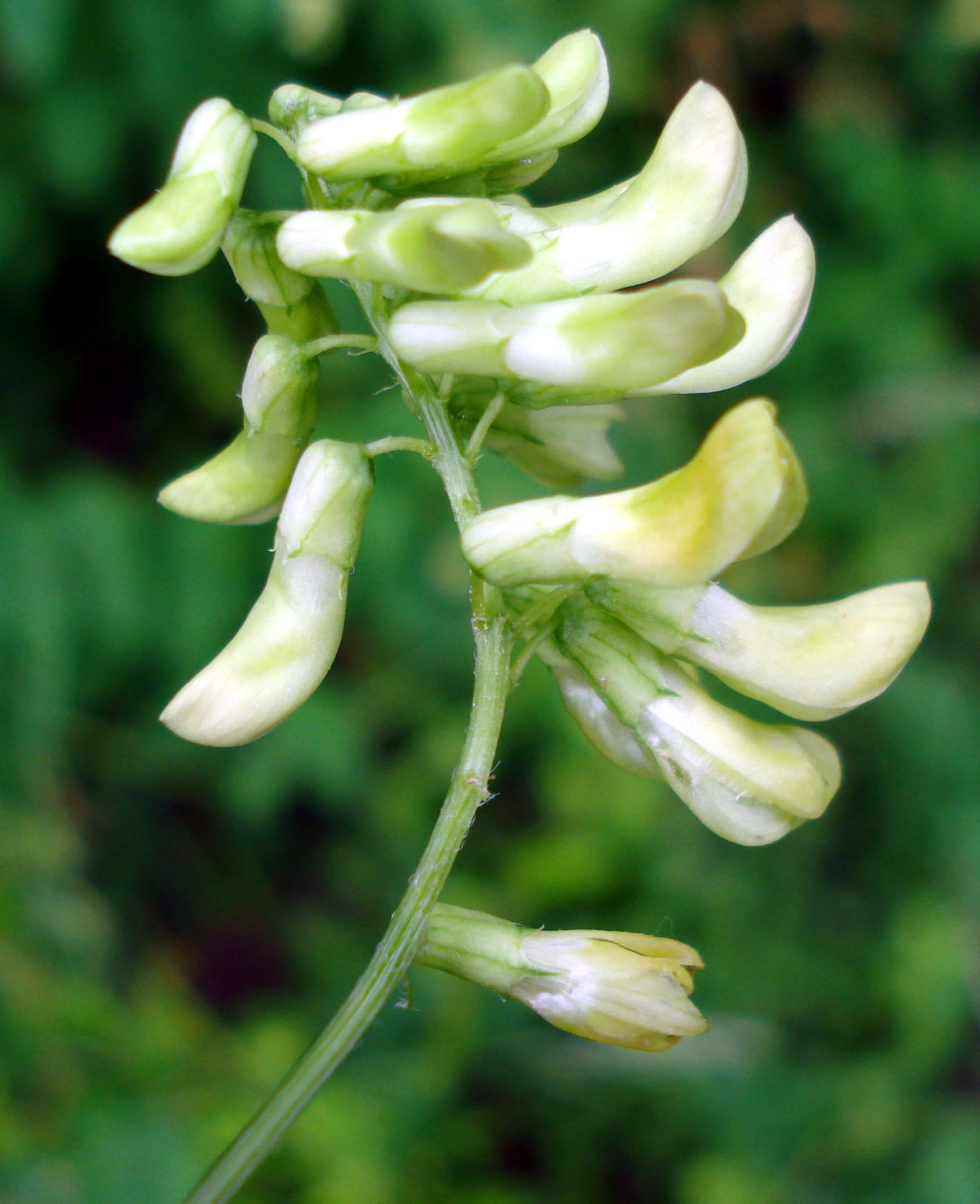
суцвіття
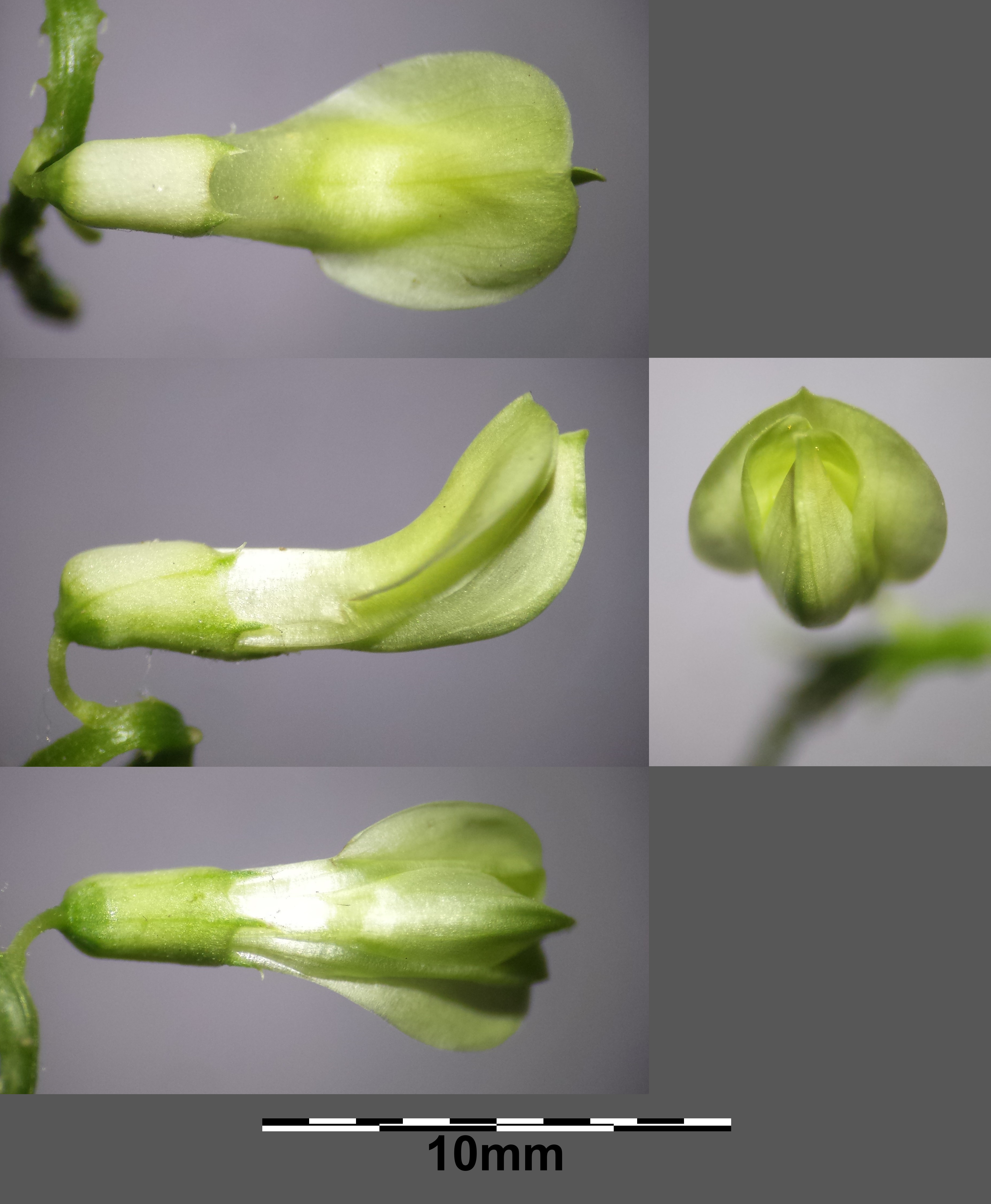
квітка
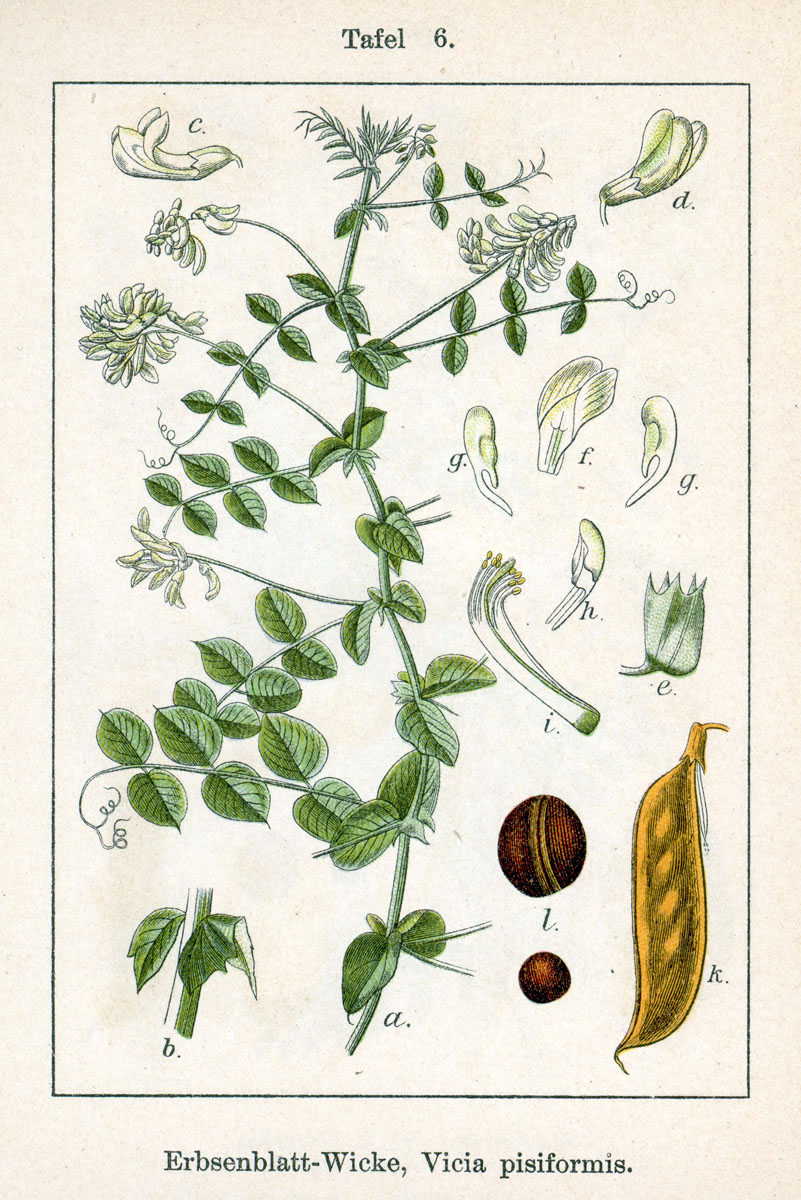
ілюстрація